# Rhabdophis auriculata
Rhabdophis auriculata är en ormart som beskrevs av Günther 1858. Rhabdophis auriculata ingår i släktet Rhabdophis och familjen snokar. Inga underarter finns listade i Catalogue of Life.
Denna orm förekommer i östra och södra Filippinerna. Arten lever i låglandet och i bergstrakter mellan 70 och 2100 meter över havet. Individerna vistas i fuktiga områden som galleriskogar, fuktiga skogar och fuktiga öppna landskap. De har främst groddjur som föda. Honor lägger ägg.
Beståndet hotas lokalt av landskapets omvandling till jordbruksmark samt av gruvdrift. Rhabdophis auriculata är fortfarande vanligt förekommande. IUCN kategoriserar arten globalt som livskraftig.